# Tarleton Hoffman Bean
Pour les articles homonymes, voir Bean.
Tarleton Hoffman Bean est un ichtyologiste américain, né le 8 octobre 1846 à Bainbridge et mort le 28 décembre 1916.

## Biographie
Il est le fils de George Bean et de Mary née Smith. Il obtient son titre d’ingénieur à l’école normale de Millersville en Pennsylvanie en 1866, puis son Medical Doctorat à l’université Columbian (aujourd’hui George Washington) en 1876, enfin un Master of Sciences à l’université d’Indiana en 1883.
Bean se marie avec Laurette H. Van Hook le 1er janvier 1878. Il est conservateur du département des poissons du National Museum of Natural History de Washington de 1880 à 1895. Il dirige l’aquarium de New York de 1895 à 1898. Il participe aux travaux de la commission des pêches du gouvernement américain à partir de 1892 et devient, à partir de 1906, responsable des élevages de poissons pour l’État de New York.
Outre ses participations à des ouvrages collectifs comme The White World (1902) ou The Basses, Fresh-Water and Marine (1905), on lui doit de nombreuses publications sur l’élevage des poissons et est l’initiateur des premières mesures de protection des poissons des États-Unis d'Amérique.
Il aide son frère, Barton Appler Bean (1860-1947), a entrer comme assistant conservateur ichtyologie au Muséum de Washington.

### Taxonsdédiés
Le genre Tarletonbeania de la famille des Myctophidae lui a été dédié par Rosa Smith Eigenmann et Carl H. Eigenmann en 1890.
D'autres espèces portent aussi son nom :
- Ammocrypta beanii Jordan, 1877.
- Atherinella beani (Meek & Hildebrand 1923).
- Cichlasoma beani (Jordan, 1889).
- Ctenolucius beani (Fowler, 1907).
- Ophidion beanii Jordan & Gilbert, 1883.
- Plectromus beanii (Günther, 1887).
- Poecilopsetta beanii (Goode, 1881).
- Grondin de Bean, Prionotus beanii Goode, 1896.
- Scopelogadus beanii (Günther, 1887).
- Serrivomer à nageoire longue, Serrivomer beanii Gill & Ryder, 1883.

### Liste partielle des publications
- 1881 : Descriptions of new fishes from Alaska and Siberia. Proc. U. S. Natl. Mus., v. 4 (no 210) : 144–159.
- 1885 : Description of a new species of Aspidophoroides (A. güntherii), from Alaska. Proc. U. S. Natl. Mus., v. 8 (no 487) : 74–75.
- 1893 : The Fishes of Pennsylvania.
- The Salmon and Salmon Fisheries.
- 1896 : avec George Brown Goode (1851-1896), Oceanic Ichthyology.
- 1902 : The Fishes of Long Island.
- 1903 : Catalogue of the fishes of New York[1].
- 1906 : The Fishes of Bermuda.